# Bogserbåten Tingvalla
Bogserbåten Tingvalla är en svensk bogserbåt, som byggdes 1920 av Wennbergs Mekaniska Verkstad i Karlstad.
Bogserbåten Tingvalla köptes efter sjösättningen av Wermlands Rederi AB och användes som pråmbogserare mellan Karlstad och Göteborg. Från 1920-talet bogserade hon massaved till Vargöns Bruk och var vintertid isbrytare i Karlstads hamn och på Vänern.
Under andra världskriget rekvirerades hon av marinen 1941–44, varefter hon övertogs av Karlstads hamn.  
Hon är k-märkt.